# Ifanga II
Ifanga II (ou Ifanga Ya Onya) est un village du Cameroun situé dans le département de la Meme et la Région du Sud-Ouest. Il fait partie de la commune de Konye.

## Population
En 1953, alors que Ifanga I et Ifanga II étaient comptabilisés ensemble, leur population réunie s'élevait à 849 personnes, pour la plupart des Mbonge, du groupe Oroko. 
Lors du recensement de 2005, Ifanga II, seul, comptait 462 personnes.